# Пицоферато
Пицофера̀то (на италиански: Pizzoferrato) е село и община в Южна Италия, провинция Киети, регион Абруцо. Разположен е на 1251 m надморска височина. Населението на общината е 1160 души (към 2010 г.).